# Три тенори

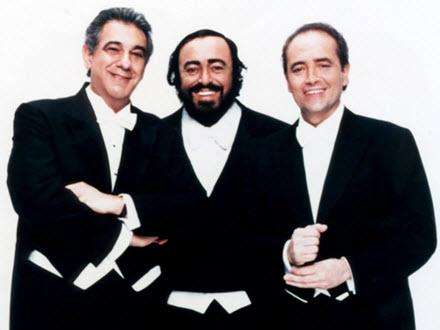
Три тенори: Лучано Паваротті, Пласідо Домінго та Хосе Каррерас

Три тенори (італ. I Tre Tenori, англ. The Three Tenors, ісп. Los Tres Tenores) — популярна назва тріо класичних оперних тенорів, у складі були іспанські співаки Пласідо Домінго, Хосе Каррерас та італійський співак Лучано Паваротті, під якою вони давали концерти в 1990—2003 роках. Вокалісти почали свою співпрацю з виступу 7 липня 1990 року в Римі в древніх термах Каракалли — напередодні фіналу чемпіонату світу з футболу 1990 року. Образ трьох тенорів в парадних вечірніх костюмах, що співали на концерті Кубку світу, заполонив світову публіку. Запис цього дебютного концерту став найпродаваним класичним альбомом всіх часів і привів до додаткових виступів та концертним альбомам. Вони виступали перед світовою телевізійною аудиторією ще в трьох фіналах Кубку світу: 1994 року в Лос-Анджелесі, 1998 року в Парижі і 2002 року в Йокогамі. Вони також гастролювали по іншим містам світу, зазвичай виступаючи на стадіонах чи подібних великих аренах перед величезною аудиторією. Востаннє вони виступали разом на арені в Колумбусі, штат Огайо, 28 вересня 2003 року.
Репертуар Трьох тенорів варіювався від бродвейських опер до неаполітанських пісень і поп-хітів. Серед фірмових пісень групи були «Nessun dorma» з опери Пуччіні «Турандот», яку зазвичай співав Паваротті, і Балада «’O sole mio», яку всі три тенори зазвичай співали разом.

## Історія
Італійський продюсер Маріо Драді разом з німецьким продюсером Ельмаром Крузе і британським композитором та продюсером Гербертом Чаппеллом задумали перший концерт в 1990 році в Римі. Метою концерту був збір коштів для фонду Хосе Каррераса José Carreras International Leukaemia Foundation. Це був також привід для його друзів Домінго та Паваротті вітати повернення Каррераса в світ опери після успішного лікування від лейкозу. Три тенори вперше виступили на концерті до чемпіонату світу з футболу 1990 року. Зубін Мета диригував оркестром Maggio Musicale Fiorentino та оркестром Римського оперного театру. Це був виступ, який полонив світову аудиторію. Екранізована версія концерту була спродюсована Гербертом Чаппеллом і Джаном Карло Бертеллі для Decca і стала найбільш продаваним класичним диском в історії.
Хосе Каррерас сказав з цього приводу: «Лучано — природжений комунікатор, одна з найхаризматичніших фігур, яких я коли-небудь бачив на сцені. Він лише відкриває рот і з першою ж нотою полонить аудиторію. Це те, з чим він народився. Пласідо — найбільш цілісний артист, якого я коли-небудь бачив на сцені. Крім видатних вокальних здібностей та досягнень, є ще якість його акторської майстерності. Для мене, поціновувача тенорів, це велика честь і привілегія співати разом із ними. Це двоє прекрасних хлопців та неймовірні люди».
Другий виступ Трьох тенорів відбувся 9 червня 1994 року в Монте-Карло, а третій — на стадіоні Доджер в Лос-Анджелесі напередодні фіналу чемпіонату світу з футболу 1994 року, який відвідали майже 50 000 людей і ще близько 1,3 млн глядачів дивилось його по телебаченню.
В 1996—1997 роках Три тенори звершили світове турне, виступаючи на стадіонах чи великих аренах.. В 1996 році вони виступили на Національному олімпійському стадіоні в Токіо, на стадіоні Вемблі у Лондоні, на стадіоні Ернст Гаппель у Відні, на стадіоні Giants Stadium в Нью-Йорку, на стадіоні Уллеві в Гетеборзі, на Олімпійському стадіоні в Мюнхені, на стадіоні Rheinstadion в Дюссельдорфі і стадіоні Бі-Сі Плейс в Ванкувері напередодні нового року. В 1997 році концерти продовжились на стадіоні Крикет Граунд в Мельбурні, на стадіоні Роджерс Центр в Торонто, в Сан Лайф-стедіум в Маямі і на стадіоні Камп Ноу в Барселоні. Заключний концерт мав відбутися в Х'юстоні, але був скасований через дуже низький продаж квитків.
Крім основного турне 1996—1997 років були дані два додаткових концерти-бенефіси: один влітку 1997 року в Модені — рідному місті Паваротті і один взимку в Мадриді — рідному місті Домінго. Гроші, отримані з продажу квитків, були направлені на відновлення театру Ла Феніче у Венеції і гранд-театру Лісео в Барселоні.
Пізніше вони виступили на Марсовому полі, у підніжжя Ейфелевої вежі, під час чемпіонату світу з футболу 1998 року і в Йокогамі під час чемпіонату світу з футболу 2002 року.
Друга серія концертів за межами заходів чемпіонату світу з футболу FIFA знову відбулась в 1999 році, включаючи такі міста, як Токіо, Преторія і Детройт. Пізніше відбувся Різдвяний концерт у Відні в грудні того ж року. В 2000 році Три тенори знову гастролювали, виступаючи наживо в Сан-Хосе, Каліфорнія, Лас-Вегасі, Вашингтоні, округ Колумбія, Клівленді та Сан-Паулу. Однак постановці довелося скачувати два запланованих концерти для цього туру: один в Гамбурзі 16 червня через труднощі з пошуком підходящого оркестру та диригента, а інший в Олбані, штат Нью-Йорк, 22 липня через поганий продаж квитків. Більш пізній концерт був замінений бразильским концертом в Сан-Паулу. Ще один благодійний концерт був даний трьома тенорами в грудні 2000 року в Чикаго на користь Чиказького фонду боротьби зі СНІДом. В 2001 році в Азії було дано ще два концерти — один в Сеулі і один в Пекині в стінах Забороненого міста. Нарешті, в 2003 році вони виступили в Баті в Королівському півмісяці, а потім у вересні того ж року дали свій останній концерт, який відбувався в центрі Шоттенштейна в Колумбусі, штат Огайо.
Концерт возз'єднання Трьох тенорів повинен був відбутися 4 червня 2005 року в парку Фундідора в Монтерреї, Мексика, але через проблеми зі здоров'ям Паваротті його замінив мексиканський поп-співак Алехандро Фернандес.

## Список виступів
| №  | місто, країна          | місце                  | подія                          | диригент        | дата            |
| -- | ---------------------- | ---------------------- | ------------------------------ | --------------- | --------------- |
| 1  | Рим, Італія            | Терми Каракалли        | Чемпіонат світу з футболу 1990 | Зубін Мета      | 7 липня 1990    |
| 2  | Монте-Карло, Монако    | Опера Монте-Карло      | благодійний концерт            | Зубін Мета      | 9 липня 1994    |
| 3  | Лос-Анджелес, США      | Доджер-Стедіум         | Чемпіонат світу з футболу 1994 | Зубін Мета      | 16 липня 1994   |
| 4  | Токіо, Японія          | Олімпійський стадіон   | світовий тур                   | Джеймс Лівайн   | 29 червня 1996  |
| 5  | Лондон, Великобританія | Вемблі                 | світовий тур                   | Джеймс Лівайн   | 6 липня 1996    |
| 6  | Відень, Австрія        | Ернст Гаппель          | світовий тур                   | Джеймс Лівайн   | 13 липня 1996   |
| 7  | Іст-Ратерфорд,США      | Джаєнтс Стадіум        | світовий тур                   | Джеймс Лівайн   | 20 липня 1996   |
| 8  | Гетеборг, Швеція       | Уллеві                 | світовий тур                   | Джеймс Лівайн   | 26 липня 1996   |
| 9  | Мюнхен, Німеччина      | Олімпійський стадіон   | світовий тур                   | Джеймс Лівайн   | 3 серпня 1996   |
| 10 | Дюссельдорф, Німеччина | Рейнштадіон            | світовий тур                   | Джеймс Лівайн   | 24 серпня 1996  |
| 11 | Ванкувер, Канада       | Бі-Сі Плейс            | світовий тур                   | Джеймс Лівайн   | 31 грудня 1996  |
| 12 | Торонто, Канада        | Роджерс-Центр          | світовий тур                   | Джеймс Лівайн   | 4 січня 1997    |
| 13 | Мельбурн, Австралія    | Мельбурн Крикет Граунд | світовий тур                   | Марко Армільято | 1 березня 1997  |
| 14 | Маямі, США             | Хард Рок Стедіум       | світовий тур                   | Джеймс Лівайн   | 8 березня 1997  |
| 15 | Модена, Італія         | Альберто Бралья        | благодійний концерт            | Джеймс Лівайн   | 17 червня 1997  |
| 16 | Барселона, Іспанія     | Камп Ноу               | мировой тур                    | Джеймс Лівайн   | 13 липня 1997   |
| 17 | Мадрид, Іспанія        | Королівський театр     | благодійний концерт            | Марко Армільято | 8 січня 1998    |
| 18 | Париж, Франція         | Марсове поле           | Чемпіонат світу з футболу 1998 | Джеймс Лівайн   | 10 липня 1998   |
| 19 | Токіо, Японія          | Токіо Доум             | світовий тур                   | Джеймс Лівайн   | 9 січня 1999    |
| 20 | Преторія, ЮАР          | Будівлі союзу          | світовий тур                   | Марко Армільято | 18 квітня 1999  |
| 21 | Детройт, США           | Тайгер                 | світовий тур                   | Джеймс Лівайн   | 17 липня 1999   |
| 22 | Відень, Австрія        | Концертхаус            | різдвяний концерт              | Стівен Меркуріо | 23 грудня 1999  |
| 23 | Сан-Хосе, США          | Сан-Хосе-арена         | світовий тур                   | Марко Армільято | 29 грудня 1999  |
| 24 | Лас-Вегас, США         | Центр «Мандалай Бей»   | світовий тур                   | Марко Армільято | 22 квітня 2000  |
| 25 | Вашингтон, США         | MCI Center             | світовий тур                   | Джеймс Лівайн   | 7 травня 2000   |
| 26 | Клівленд, США          | Browns Stadium         | світовий тур                   | Марко Армільято | 25 червня 2000  |
| 27 | Сан-Пауло, Бразилия    | Морумбі                | світовий тур                   | Марко Армільято | 22 липня 2000   |
| 28 | Чикаго, США            | Юнайтед-центр          | благодійний концерт            | Янош Ач         | 17 грудня 2000  |
| 29 | Сеул, Корея            | Олімпійський стадіон   | світовий тур                   | Янош Ач         | 22 червня 2001  |
| 30 | Пекін, Китай           | Заборонене місто       | світовий тур                   | Янош Ач         | 23 червня 2001  |
| 31 | Йокогама, Японія       | Йокогама-арена         | Чемпионат мира по футболу 2002 | Янош Ач         | 27 червня 2002  |
| 32 | Сент-Пол, США          | Ексел Енерджі-центр    | світовий тур                   | Янош Ач         | 16 грудня 2002  |
| 33 | Бат, Великобританія    | Королівський півмісяць | світовий тур                   | Янош Ач         | 7 серпня 2003   |
| 34 | Колумбус, США          | Schottenstein Center   | світовий тур                   | Янош Ач         | 28 вересня 2003 |

## Спірні питання та критика

### Гонорари
Для свого першого спільного виступу в Римі в 1990 році Каррерас, Домінго і Паваротті погодилися прийняти відносно невеликі фіксовані гонорари за права на запис їхнього концерту, які потім пожертвували на благодійність. Їхній альбом несподівано приніс Decca Records багатомільйонний прибуток, викликавши деяке невдоволення з боку тенорів, які офіційно не отримували жодних роялті. Як повідомлялося в пресі, Домінго підозрював, що звукозаписна компанія платила Паваротті на стороні, щоб утримати одного зі своїх найкращих контрактних виконавців  , але Паваротті заперечував це, наполягаючи: «ми нічого не отримали»  . Через багато років його колишній агент і менеджер Герберт Бреслін писав, що Паваротті дійсно таємно отримав 1,5 мільйона доларів, які не отримали два інших тенори, які не мали контракту з Decca  . Для наступних концертів і записів співаки були набагато обережнішими у забезпеченні фінансово вигідних договірних умов собі  .

### Критика
Феномен трьох тенорів хвалили за те, що вони представили оперу більш широкій аудиторії, проте деякі оперні пуристи дорікали їх за це. Домінго відповів критикам в інтерв'ю 1998 року : «пуристи, вони кажуть, що це не опера. Звісно, це не опера, вона не претендує на те, щоб бути оперою. Це концерт, в якому ми співаємо якусь оперу, співаємо якісь пісні, виконуємо якусь зарзуелу, потім робимо попурі з пісень… ми дуже поважаємо, коли люди критикують її. Ось і прекрасно. Вони не повинні приходити… але вони повинні залишити людей, які приходять і щасливі». Як писал Віктор Коршиков, «у багатьох крупних театрах ходив вираз: „Оперу загубили троє людей і всі три — тенори“. До проекту „3 тенори“ можна, звісно, ставитися по-різному, але не варто забувати, що це була благодійна акція, присвячена одужанню Хосе Каррераса, і саме завдяки „трьом тенорам“ Паваротті і Домінго — давні вороги помирилися і стали виступати разом в серйозних „справжніх“ спектаклях, таких, як „Плащ“ Пуччіні и „Паяци“ Леонкавалло в „Метрополітен Опера“ в один вечір».
Інші критики, такі як Мартін Бернхаймер, скаржились, що тенори виступали заради надмірної грошової винагороди, а не заради мистецтва. Під час свого першого світового турне кожен тенор отримував близько мільйона доларів за концерт, що було нечуваним для класичних музикантів. В сумісному інтерв'ю зі своїми колегами Паваротті відповів на скарги про свої прибутки так: "Ми заробляємо ті гроші, які заслуговуємо. Ми не змушуємо когось платити нам. Домінго додав про світ опери: «Я даю 17 спектаклів за 25 днів. Запитай в мене, скільки я за це отримаю… Протягом 30 років ми віддавали найкраще з нашого життя і нашої кар'єри. Ти думаєш, ми не заслуговуємо грошей?». Каррерас, зі свого боку, підкреслив, як мало вони заробляють в порівнянні з багатьма спортсменами, поп-співаками та кінозірками.

### Правове питання
З успіхом трьох тенорів пов'язаний антимонопольний скандал — Федеральна торгова комісія США викрила Warner Bros. та Vivendi SA в змові. Метою змови був захист продаж сумісно випущеного альбому паризького концерту тенорів, для чого компанії відмовились рекламувати і поширювати альбоми Римського концерту (випущеного PolyGram, що пізніше перейшов до Vivendi) та Лос-Анджелеського концерту (випущеного Warner Bros.), щоб захистити продаж сумісно випущеного альбому Паризького концерту 1998 року.
Три тенори також зіштовхнулись з проблемами у стосунках з німецьким урядом. Група програла судовий процес з приводу того, чи повинні вони по закону платити нижчі ставки роялті за класичну музику у відповідності з законодавством Німеччини чи вищі збори, зарезервовані для популярної музики. Крім того, німецький уряд звинуватив тенорів в несплаті податків. Їх організатор концертів і промоутер Маттіас Хоффман, який в цей час відповідав за їх податки, був засуджений до тюремного ув'язнення за свою роль в передбачуваному ухиленні від сплати податків.

## Дискографія
- The Three Tenors in Concert[en]
- The Three Tenors in Concert 1994[en]

(Обидва альбоми досягали в ряді країн перші стрічки національних чартів і були сертифіковані по продажам від золотого до мультиплатинового рівня).
- The Three Tenors in Concert — Paris 1998
- The Three Tenor Christmas. 2000 Sony